# Mã Tuấn Vỹ
Mã Tuấn Vỹ có tên tiếng Anh là Steven Ma (sinh ngày 26 tháng 10 năm 1971 tại Hồng Kông thuộc Anh) là một nam diễn viên truyền hình, diễn viên điện ảnh kiêm ca sĩ nổi tiếng người Hồng Kông. Anh từng là diễn viên độc quyền của hãng TVB.
Năm 1993, Mã Tuấn Vỹ phát hành album Lucky for Meeting You (幸運就是遇到你) sau khi giành giải quán quân cuộc thi âm nhạc tại Hồng Kông. Không lâu sau đó Mã Tuấn Vỹ tham gia nhiều bộ phim của TVB và đạt được nhiều thành công. Các bộ phim tiêu biểu gồm: Bàn tay nhân ái (1998), Đường về hạnh phúc (2000), và Lạc Thần (2002). Mã Tuấn Vỹ bốn lần giành được giải thưởng "Nhân vật được yêu thích". Mã Tuấn Vỹ để lại ấn tượng với vai các nhân vật lịch sử trong các bộ phim truyền hình.

## Giải thưởng
Giải thưởng thường niên TVB
- Nhân vật truyền hình được yêu thích [1][2][3]
  - 2001: Đường đua ác liệt
  - 2002: Lạc Thần
  - 2003: Trường Bình công chúa
- Nam nhân vật được yêu thích nhất [4][5]
  - 2006 Nối nghiệp

## Phim đã tham gia

### Phim truyền hình
| Năm     | Tên phim                      | Tên tiếng Anh                    | Vai diễn                                | Ghi chú |
| ------- | ----------------------------- | -------------------------------- | --------------------------------------- | --- |
| 1993    |                               | Mind Your Own Business           | Wai                                     | |
| 1994    |                               | Twilight Tubes                   |                                         | |
| 1995    | Hồ sơ công lý 4               | File of Justice IV               | Dr. Stephen Chan Cheuk-yiu              | |
| 1995    |                               | When a Man Loves a Woman         | Steven Au-yeung Kam                     | |
| 1996    |                               | Behind the Beauty                | Fung                                    | |
| 1997    | Hồ sơ công lý 5               | File of Justice V                | Dr. Stephen Chan Cheuk-yiu              | |
| 1998    | Lộc đỉnh ký                   | The Duke of Mount Deer           | Khang Hi                                | |
| 1998    | Bàn tay nhân ái               | Healing Hands                    | Dr. Joe Cheung Ka-yu                    | |
| 1998    | Đội điều tra liêm chính 1998  | ICAC Investigators 1998          | Chiu Man-tak                            | Episode: "Special Passage" |
| 1999    | Vệ sĩ                         | Ultra Protection                 | Kei Yin-jo                              | |
| 2000    | Đường về hạnh phúc            | Return of the Cuckoo             | Szeto Lai-shun                          | |
| 2000    | Bàn tay nhân ái 2             | Healing Hands II                 | Dr. Joe Cheung Kar-yu                   | |
| 2001    | Đường đua ác liệt             | On the Track or Off              | Kam Yuen                                | TVB Anniversary Award for My Top 13 Favourite Television Characters |
| 2001    | Vượt qua thử thách            | In the Realm of Success          | Chu Ho-yin                              | |
| 2002    | Lạc Thần                      | Where the Legend Begins          | Tào Thực                                | TVB Anniversary Award for My Top 12 Favourite Television Characters Đề cử – TVB Anniversary Award for Best Actor (Top 5)                                                                               |
| 2003    | Trường Bình công chúa         | Perish in the Name of Love       | Châu Thế Hiển                           | TVB Anniversary Award for My Top 12 Favourite Television Characters |
| 2003    | Se duyên                      | Better Halves                    | Chuen Ka-fuk                            | |
| 2004    |                               | Cul-de-sac                       | Sung Ka-fai                             | |
| 2004    | Vụ án chưa kết thúc           | Dark Shadow                      | Au Ho-man / Choi Wing-kei / Lee Sai-kit | |
| 2005    | Gia đình vui vẻ 2             | Virtues of Harmony II            | Ivan Sze Chi-shan                       | Sitcom regular Episodes 343–443 |
| 2006    | Nối nghiệp                    | Safe Guards                      | Sheung Chi                              | TVB Anniversary Award for My Favourite Male Character Đề cử – TVB Anniversary Award for Best Actor (Top 20) Đề cử – TVB Anniversary Award for Most Improved Male Artiste                               |
| 2006    | Hối thông thiên hạ            | Land of Wealth                   | Cheung Shung-man                        | Hong Kong of the Decade: Wangyu Award for Best Dramatic Actor |
| 2006    |                               | Zhaojun Chu Sai                  | Vương Mãng                              | aka Wang Zhaojun Goes Beyond the Borders |
| 2007    | Hành động đột phá             | The Brink of Law                 | Tong Chi-ko                             | |
| 2007    | Thần toán thiên cơ            | A Change of Destiny              | Yuen Hei                                | |
| 2007    | Điệu vũ cuộc đời              | Steps                            | Ching Ka-jun                            | Đề cử – TVB Anniversary Award for Best Actor (Top 10) Đề cử – TVB Anniversary Award for My Favourite Male Character (Top 10) Đề cử – Astro Drama Awards for Most Unforgettable Kiss (with Bernice Liu) |
| 2008    | Mưu dũng kỳ phùng 2           | The Gentle Crackdown II          | Tse Wong-sheung                         | StarHub TVB Awards for My Favourite Male TVB Character |
| 2008    | Đường sinh mệnh               | A Journey Called Life            | Shing Yat-on                            | |
| 2009    | Muối mặn thâm thù             | Sweetness in the Salt            | Nip Chi-yuen                            | Đề cử – TVB Anniversary Award for Best Actor (Top 5) Đề cử – TVB Anniversary Award for My Favourite Male Character (Top 10)                                                                            |
| 2009–10 | Tình bạn thân thiết           | A Watchdogs Tale                 | Chow Yung-kung                          | Đề cử – TVB Anniversary Award for My Favourite Male Character (Top 5) |
| 2010    | Chòm sao định mệnh            | Cupid Stupid                     | Chi Yat-po                              | Warehoused; released on DVD |
| 2010    | Ân tình hồ ly                 | Ghost Writer                     | Bồ Tùng Linh                            | Astro Drama Awards for My Top 10 Favourite TV Characters Đề cử – TVB Anniversary Award for Best Actor (Top 5)                                                                                          |
| 2010    | Sự cám dỗ nguy hiểm           | Links to Temptation              | Wilson Shing Wai-shun                   | |
| 2011    | Ngày trong đời                | 7 Days in Life                   | Calvin Yik Cho-on                       | |
| 2011    | Đại nội thị vệ                | The Life and Times of a Sentinel | Nip Dor-po/Kei Chun-kit/Prince Wing     | Đề cử – TVB Anniversary Award for Best Actor (Top 15) Đề cử – TVB Anniversary Award for My Favourite Male Character (Top 15)                                                                           |
| 2012    | Người cha tuyệt hảo           | Daddy Good Deeds                 | Lam Fat                                 | |
| 2012    | Sóng gió nguyên triều         | Legend of Yuan Empire Founder    | Lưu Bỉnh Trung                          | |
| 2012    |                               | Yuen Yang Pei                    | Li Lai Fu / Tang Ting Xuan              | |
| 2014    | Thủ nghiệp giả                | Storm in a Cocoon                | Poon Ka Yeung                           | |
| 2018    | "Cung Tâm Kế 2: Thâm Cung Kế" | Deep in the Realm of Conscience  | Lý Long Cơ                              | |

## Album
- 1993: Lucky for Meeting You (幸運就是遇到你)
- 1994: Heading Towards You Now (這刻向你衝)
- 1995: Deep Passion – New Songs + Special Selection (濃情—新曲+精選)
- 1996: I Was Also Drunk Before (我也曾醉過) – Mandarin Chinese record
- 1997: Honey (蜜糖)
- 1998: DAYNIGHT
- 1999: Lifestyle
- 2000: Lifestyle II
- 2001: Give Me 3'07" (給我3'07")
- 2001: My Most Missed – New Songs + Special Selection (我最關心—新歌+精選)
- 2002: Warner Best MV of 25 Years Karaoke VCD – Various Artist I (華納精采視聽25載卡拉OK VCD叱吒傳奇 – 叱吒群星I)
  - 05. "Long Nights, Many Dreams" (夜長夢多)
- 2002: Warner Best MV of 25 Years Karaoke VCD – Various Artist II (華納精采視聽25載卡拉OK VCD叱吒傳奇 – 叱吒群星II)
  - 11. "Don't Be Sad" (不再悲觀)
- 2002: Warner Best MV of 25 Years Karaoke VCD – Various Artist III (華納精采視聽25載卡拉OK VCD叱吒傳奇 – 叱吒群星III)
  - "Lucky for Meeting You" (幸運就是遇到你)
- 2002: Greatest Hits Steven – New Songs + Special Selection
- 2002: Don't Shut In & Self-Abuse (切勿自閉、糟蹋自己)
- 2003: New Princess Cheung-ping (新帝女花)
- 2003: My Theme Song (我的主題曲)
- 2006: EEG TVB Kids Song Selection (EEG TVB 兒歌大放送)
  - 11. "After School ICU" (After School ICU Theme)
- 2008: Love TV (Love TV 情歌精選)
  - 04. "Little Story" (A Journey Called Life Theme)
- 2009: Love TV 2 (Love TV 情歌精選 2)
  - 14. "How to Say Love" (Sweetness in the Salt Theme)